# The Pinch Hitter (film fra 1917)
The Pinch Hitter er en amerikansk stumfilm fra 1917 af Victor Schertzinger.

## Medvirkende
- Charles Ray som Joel Parker
- Sylvia Breamer som Abbie Nettleton
- Joseph J. Dowling som Obediah Parker
- Jerome Storm som Jimmie Slater
- Darrel Foss som Alexis Thompson